# Liste der Herrscher des Partherreiches
Diese Liste enthält alle Herrscher des Partherreichs. 
Die Chronologie mehrerer Partherkönige der Frühzeit ist nur schwierig zu ermitteln, da sich gerade für diesen Zeitraum Münzen nicht immer gesichert einem Herrscher zuordnen lassen, während die literarischen Quellen eher spärlich sind. Da sich jedoch die Herrscherchronologie vornehmlich auf Grundlage der Münzen ergibt und die Partherkönige in der Regel nur den allgemein gebräuchlichen Thronnamen Arsakes auf ihre Münzen prägen ließen und nicht ihren individuellen Namen, ist eine Rekonstruktion problematisch. Weitere Beinamen, die auf Münzen später auftauchen, sind ebenfalls nicht immer individuell zuzuordnen, erst nach Vologaeses I. erscheinen individuelle Herrschernamen regelmäßig auf Münzprägungen.
Aus diesem Grund weichen die Angaben in der modernen Fachliteratur bisweilen voneinander ab bzw. sind genaue Datierungen nicht immer möglich. Eine Übersicht bietet etwa Josef Wiesehöfer, einen Überblick auf Grundlage der literarischen Quellen bietet Margarete Karras-Klapproth. Die folgende Chronologie orientiert sich weitgehend an diesen Angaben. Gholamreza F. Assar hat in mehreren Artikeln eine teilweise abweichende Chronologie vorgeschlagen, doch diese ist in der Forschung teils umstritten. Des Weiteren ist im Folgenden auf die jeweiligen Artikel in der Encyclopædia Iranica hinzuweisen.
Die im Deutschen gängigen Namen der Könige sind die überlieferten griechischen bzw. lateinischen Namensformen. Ihre eigentlichen Namen sind unter der Spalte parthischer Name aufgeführt.

## Herrscher des Partherreiches
| Name                     | parthischer Name     | Amtszeit                                | Anmerkungen | Bild |
| ------------------------ | -------------------- | --------------------------------------- | --- | ---- |
| Arsakes I.               | Aršaka               | 247–217 v. Chr.                         | Begründer des Partherreichs in Kriegen gegen das Seleukiden- und griechisch-baktrische Reich |      |
| (Tiridates I.)           | Tiridāta             |                                         | Bruder Arsakes’ I., Existenz unsicher |      |
| Arsakes II.              | Aršaka               | 217–191 v. Chr.                         | Er führte einen verlustreichen Krieg gegen Antiochos III. und wurde in der älteren Forschung (und auch teils noch in neueren Darstellungen) fälschlich als Artabanos I. geführt. |      |
| Phriapatios              | P'riapāta (Friapāta) | 191–176 v. Chr.                         | möglicherweise Vasall der Seleukiden |      |
| Phraates I.              | P'rahāta (Frahāta)   | 176–171 v. Chr.                         | Sohn Phriapatios’, Eroberung weiter seleukidischer Gebiete, Ausdehnung des Reiches bis zum Kaspischem Meer |      |
| Mithridates I.           | Mit'radāta           | 171–139 v. Chr.                         | Eroberung des westlichen Iran, Mediens und Teilen des griechisch-baktrischen Reiches, machte Ktesiphon zur Hauptstadt |      |
| Phraates II.             | P'rahāta (Frahāta)   | 139–128 v. Chr.                         | Kriege gegen Seleukiden und im Osten gegen Nomaden, gefallen im Osten |      |
| Artabanos I.             | Artabān              | 128–124/23 v. Chr.                      | Onkel Phraates’ II., gefallen im Osten, Abfall westlicher Provinzen |      |
| Mithridates II.          | Mit'radāta           | 124/23–88/87 v. Chr.                    | Sohn Artabanos’ I., dehnte die Westgrenze des Reiches bis zum Euphrat aus, Kriege im Osten, Krieg gegen Armenien, möglicherweise umfassende Reformen in der Verwaltung |      |
| Gotarzes I.              | Gōtarz               | 91/90–81/80 v. Chr.                     | Gegenkönig, regierte (nachgewiesen) in Babylonien |      |
| Mithridates III.         | Mit'radāta           | 87–80 v. Chr.                           | Er war vielleicht ein Sohn Mithridates’ I. Seine Existenz wird in der Forschung allerdings teils bestritten; so sei auf Gotarzes I. direkt Orodes I. gefolgt. In diesem Sinne wird in der Fachliteratur meistens Mithridates IV. als Mithridates III. gezählt. Einige Forscher akzeptieren aber die von Gholamreza F. Assar vertretende neue Chronologie. |      |
| Orodes I.                | Urūd                 | 81/80–76/75 v. Chr.                     | Sohn Mithridates’ II., Umstände der Herrschaft unklar |      |
| Arsakes (XVI.)           | Aršaka               | 77–66 v. Chr.                           | Gegenkönig, vielleicht Sohn Mithridates’ II. |      |
| Sinatrukes I.            | Sanatrūk             | wohl 76/75–71/70 v. Chr.                | möglicherweise Bruder Phraates’ II., soll von Skythen eingesetzt worden sein |      |
| Phraates III.            | P'rahāta (Frahāta)   | 70–58 v. Chr.                           | Sohn Sinatrukes’, Auseinandersetzungen mit Rom (siehe Partherkriege), ermordet von seinen Söhnen |      |
| Mithridates IV.          | Mit'radāta           | 58/57 v. Chr.                           | Sohn Phraates’ III., Herrscher in Medien und vielleicht Babylonien, Konflikt mit seinem Bruder Orodes II., wurde von diesem ermordet. Er wird in der Fachliteratur meistens als Mithridates III. gezählt (siehe oben). |      |
| Orodes II.               | Urūd                 | 58/57–38/37 v. Chr.                     | Sohn Phraates’ III., Konflikt mit Mithridates IV. (s. o.), Armenien wird Vasall, Schlacht bei Carrhae, ermordet von Phraates IV. |      |
| Pakoros I.               | Pakūr                | 50 v. Chr.                              | Sohn Orodes’ II., fehlgeschlagener Versuch der Römer, ihn zur Revolte zu ermuntern (trat nie als König auf). |      |
| Phraates IV.             | P'rahāta (Frahāta)   | 38–2 v. Chr.                            | Sohn Orodes’ II., ermordete seine Brüder, Krieg mit Marcus Antonius, Bürgerkrieg mit Tiridates II., Abkommen mit Rom, ermordet durch Musa |      |
| Tiridates II.            | Tiridāta             | 29–26 v. Chr.                           | Gegenkönig |      |
| Phraates V. (Phraatakes) | P'rahāta (Frahāta)   | 2 v. Chr.–2 n. Chr.                     | Konflikt mit Rom um Armenien, weiteres Schicksal unklar |      |
| Orodes III.              | Urūd                 | 4–6                                     | angeblich vom Adel erhoben, nach Flavius Josephus ermordet |      |
| Vonones I.               | Vonūn                | 8/9                                     | Sohn Phraates’ IV., von Artabanos II. vertrieben, ermordet |      |
| Artabanos II.            | Artabān              | 10/11–38                                | vertrieb Vonones I., stabilisierte wahrscheinlich das Reich, Bürgerkrieg gegen Tiridates III. |      |
| Tiridates III.           | Tiridāta             | 35–36                                   | Enkel Phraates’ IV., Bürgerkrieg mit Artabanos II. |      |
| Vardanes                 | Vardān               | 38–45                                   | Bürgerkrieg mit seinem Bruder Gotarzes II., ermordet |      |
| Meherdates               |                      |                                         | Gegenkönig, besiegt von Gotarzes II. |      |
| Gotarzes II.             | Gōtarz               | 45–51                                   | ab ca. 43 Bürgerkrieg mit seinem Bruder Vardanes, Sieg über Meherdates |      |
| Vonones II.              | Vonūn                | 51                                      | |      |
| Sanabares                |                      | ca. 50–65                               | Gegenkönig, möglicherweise identisch mit einem indo-parthischen König desselben Namens |      |
| Vologaeses I.            | Valgāš               | 51–76/80                                | Sohn Vonones’ II., Krieg mit Rom wegen Armeniens |      |
| Vardanes II.             | Vardān               | 54–58                                   | Gegenkönig, Sohn Vologaeses’ I. |      |
| Pakoros II.              | Pakūr                | 77/78–110 (Ende unsicher)               | Sohn Vologaeses’ I., besiegte Gegenkönige |      |
| Vologaeses II.           | Valgāš               | 77/78                                   | wohl Sohn Vologaeses’ I., Gegenkönig in Seleukeia am Tigris, von Pakoros besiegt |      |
| Artabanos III.           | Artabān              | 79/80                                   | Sohn Vologaeses’ I., Gegenkönig in Seleukeia am Tigris, von Pakoros besiegt |      |
| Osroes I.                | Xusraw               | 109–128                                 | Bruder Pakoros’ II. (mit dem er sich seit ca. 89 um den Thron stritt), Krieg mit Rom wegen Armenien, Verlust und Rückeroberung großer Gebiete |      |
| Vologaeses III.          | Valgāš               | 105/111–147 (Regierungsbeginn unsicher) | Gegenkönig, dann ab ca. 128 allgemein anerkannter König. Krieg gegen Alanen und vielleicht gegen Kuschan, weiteres Schicksal unklar |      |
| Parthamaspates           | Pārt'āmāspāta        | 116                                     | Sohn Osroes I., kurzzeitig Gegenkönig |      |
| Vologaeses IV.           | Valgāš               | 147–191/93                              | Krieg mit Rom wegen Armenien (siehe Pakoros (Armenien)), Ausbreitung der Antoninischen Pest |      |
| Osroes II.               | Xusraw               | 190–208                                 | Gegenkönig |      |
| Vologaeses V.            | Valgāš               | 191/93–207/8                            | Krieg mit Rom, vorübergehender Verlust Ktesiphons, innere Unruhen |      |
| Vologaeses VI.           | Valgāš               | 208–227/28                              | Sohn Vologaeses’ V., Krieg gegen Rom, Bürgerkrieg gegen seinen Bruder Artabanos IV. Er konnte sich aber noch einige Jahre in Seleukeia halten (wie Münzprägungen belegen). |      |
| Artabanos IV.            | Artabān              | 216–224                                 | Sohn Vologaeses’ V., ab 213 Bürgerkrieg gegen seinen Bruder Vologaeses VI., der ihm wohl 216 entscheidend unterlag, Krieg mit Rom, Niederlage gegen die Sassaniden, Ende des parthischen Reiches |      |